# Генріх V (імператор Священної Римської імперії)

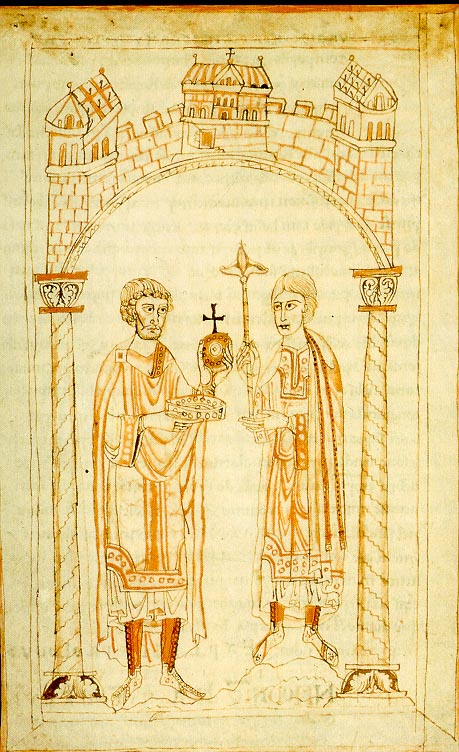
Генріх IV (ліворуч) та його син Генріх V (праворуч)

Генріх V (11 серпня 1081, Гослар — 23 травня 1125, Утрехт) — король Німеччини з 1106 року та імператор Священної Римської імперії з 1111 року, останній з франконської династії. Уклав Вормський конкордат, що поклав край боротьбі за інвеституру.

## Король Німеччини
Генріх V був молодшим сином імператора Священної Римської імперії Генріха IV та Берти Савойської. 6 січня 1099 року батько коронував його королем Німеччини замість старшого сина Конрада, який перейшов на бік противників імператора. Батько взяв із сина клятву не втручатися в справи імперії за життя імператора, але 1104 року батькові вороги підмовили Генріха V підняти повстання, отримавши звільнення від клятви від папи римського Пасхалія II. Частина німецької знаті перейшла на бік сина, й Генріха IV змусили відректися. Він спробував повернути собі владу, але незабаром помер, і Генріх V відновив порядок у країні.
1107 року Генріх V прийшов на допомогу Боривою II в його спробі відновити правління в Богемії. Втручання короля Німеччини було тільки частково успішним. Він послав Святополка Лева, який взяв Боривоя в полон, але згодом відпустив за наказом Генріха, та все ж зайняв трон сам. 1108 року Генріх V розпочав військові дії проти угорського короля Коломана I, допомагаючи його брату принцу Алмошу. Але, коли на Богемію напав польський князь Болеслав III Кривоустий, Генріх облишив цю кампанію і пішов на Польщу, де зазнав одна за одною кількох поразок. 1110 року йому все ж вдалося посадити на трон Богемії Владислава I.

## Перший похід в Італію
Нагальним питанням за часів правління Генріха V була суперечка про інвеституру — боротьба між папаю римським та імператором за право призначати церковних ієрархів. Папа римський Пасхалій II, підтримуючи Генріха проти батька, сподівався, що він згодиться визнати право на інвеституру за церквою. Однак король, продовжуючи призначати єпископів, запросив папу до Німеччини, щоб владнати питання. Після деяких вагань Пасхалій обрав Францію і на соборі в Труа поновив заборону інвеститури світськими особами. Переговори між папою та королем продовжувалися до 1110 року й завершилися повним розривом — Генріх повів в Італію війська.
Військова могутність забезпечила йому підтримку в Ломбардії, де єпископ Гроссолано мав намір коронувати Генріха залізною короною лангобардів. У Сутрі Генріх погодився відмовитися від права інвеститури, якщо папа римський коронує його імператором всього християнського світу, що було нереально.
Генріх V прибув до базиліки святого Петра на коронацію та ратифікацію угоди 12 лютого 1111 року. Слова угоди, що зобов'язували церковних ієрархів повернути свої лени в межах імперії Генріху, викликали загальне обурення. Папа римський відмовився коронувати Генріха. Війська Генріха взяли Пасхалія II та 16 кардиналів у під варту. Спроба звільнити папу призвела до сутички, в якій Генріх отримав поранення. Папу пробували звільнити нормани, пославши проти військ Генріха Роберта I Капуанського, але його зупинив граф Тускулумський Птолемей I.

## Повернення в Німеччину
Генріх V повернувся в Німеччину з папою Пасхалієм II. З огляду на невдалі спроби визволення папа згодився визнати за королем право на інвеституру й на коронацію його імператором. Церемонія коронації відбулася 12 квітня 1111 року.
1112 року проти Генріха підняв повстання герцог Саксонії Лотар, але зазнав поразки. Сварка за спадщину у Веймарі та Ортамюнде 1113 року дала Лотару можливість піднятися знову, і знову його війська зазнали поразки під Варнштадтом.
7 січня 1114 року Генріх V одружився з донькою короля Англії Генріха Боклерка Матильдою. Нові проблеми принесло повстання жителів Кельна, яких підтримали в Саксонії. Генріх захопив укріплене місто Дейц на другому березі Рейну від Кельна. Це дозволило йому відрізати Кельн від річкової торгівлі. Жителі Кельна, зібравши значні сили, переправилися через річку й пішли на військо Генріха. Їхні лучники могли пробити лати лицарів імператора. Генріху довелося відступити. Він пішов на південь і взяв Бонн та Юліх. Вирішальна битва відбулася в жовтні 1114 року під Андернахом. Генріх V зазнав поразки. Його спроба підкорити Кельн провалилася.
Саксонський герцог Лотар переміг Генріха V у битві під Вельфесгольцем 11 лютого 1115 року. Згодом Генріх покинув Німеччину й вирушив у свій другий похід до Італії, залишивши країну на герцога Швабії Фредеріка II та свого брата Конрада.

## Другий похід до Італії
Після того, як Генріх V покинув Рим 1111 року, церковний собор оголосив привілей світської інвеститури незаконним. Архієпископ В'єнна Гвідо відлучив імператора від церкви і закликав папу ратифікувати відлучення. Пасхалій II відмовився вдаватися до крайніх заходів. Новий виток кризи розпочався 1115 року, коли померла Матильда Тосканська, залишивши церкві свої землі. Генріх перейшов Альпи 1116 року й здобув підтримку тосканців, даруючи привілеї одним і підкупаючи інших. Але архієпископ Мілана Йордан відлучив його від церкви. Папа Пасхалій II на той час уже відкликав свою згоду на світську інвеституру, і про відлучення проголосили в Римі. Самому папі, втім, довелося втікати з міста. Дехто з кардиналів став на бік Генріха, і його вдруге коронували на імператора — зробив це Маврицій Бурден, майбутній антипапа Григорій VIII.
Поразка Генріха від герцога Саксонії Лотара сприяла тому, що від нього відвернулися багато прихильників, особливо з числа єпископів. Про відлучення від церкви оголосили в Кельні, а папа римський розпочав військові дії, спираючись на норманів із півдня Італії. У січні 1118 Пасхалій II помер, і його замінив Геласій II. Імператор негайно повернувся з півночі Італії до Рима. Але новий папа втік з міста. Генріх, збагнувши, що угоди з ним не досягнути, організував вибори антипапи Григорія VIII.

## Вормський конкордат

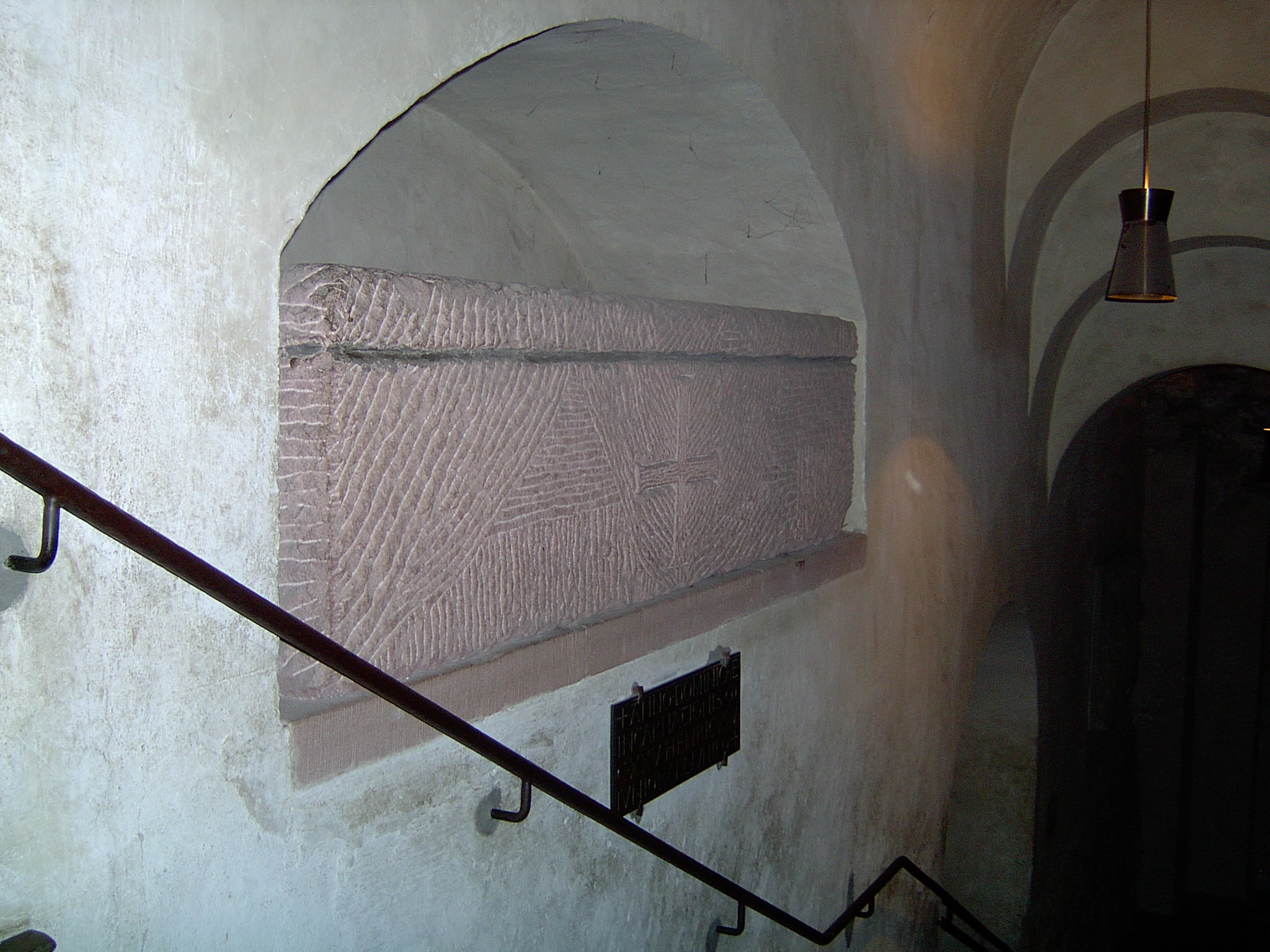
Труна Генріха V в Шпаєрському соборі.

Після свого другого походу в Італію Генріх V поступово придушив опозицію в Німеччині, однак прагнення до владнання питання з інвеститурою зростало. Переговори розпочалися у Вюрцбурзі й продовжилися у Вормсі, де нового папу Калікста II представляв єписком Остії кардинал Ламберт.
Вормський конкордат було підписано у вересні 1122 року. Генріх V відмовився від права на інвеституру, визнав свободу церковних виборів й пообіцяв повернути церкві її власність. Папа погодився на умову проведення виборів в присутності послів імператора. Імператор отримав право на інвеституру скипетром як знако того, що церква підвладна короні. Генріх, якого 1119 року Калікст II відлучив у Реймсі, повернувся в лоно церкви. Йому довелося відмовитися від свого ставленика Григорія VIII.
В останні роки свого життя Генріх вів війну в Голландії й намагався владнати суперечку за спадщину в Мейссенській марці. В обох випадках йому протистояв Лотар Саксонський. 1124 року Генріх V пішов походом проти французького короля Людовика VI. Він помер 23 травня 1125 року в Утрехті й був похований у Шпаєрі. Не маючи законних дітей, він залишив своє майно небожеві Фредеріку II Швабському. Зі смертю Генріха V припинилася франконська династія імператорів Священної Римської імперії. Незаконна донька Герніха Берта одружилася 1117 року з Птолемеєм II Тускулумським.

## Виноски
1. 1 2 3 4  Kindred Britain
2. 1 2 3  Kleinhenz, pg. 492
3. 1 2 3  Canduci, pg. 260
4. ↑  Holland, A. W., Germany (Adam & Charles Black, 1914), pg. 70
5. ↑  Vickers, Robert, History of Bohemia, 1894, pg. 137
6. ↑  Halecki, A History of Poland (Routledge, 1978), pg. 23
7. ↑  Comyn, pg. 176
8. ↑  I.Montanelli;Storia d'Italia Vol 476—1250 pag 440,Rizzoli
9. 1 2  Comyn, pg. 177
10. ↑  Bryce, pg. 306
11. ↑  Comyn, pg. 180
12. 1 2 3  Comyn, pg. 181
13. ↑  Henderson, Ernest, A History of Germany in the Middle Ages, (Haskell House, 1894), pg. 222
14. ↑  James Harvey Robinson, Readings in European History, (Boston, 1904). Found here [Архівовано 4 березня 2016 у Wayback Machine.].
15. ↑  James Harvey Robinson, Readings in European History,
16. ↑  Bisson, Thomas M., The Crisis of the Twelfth Century (Princeton University Press, 2009), pg. 215
17. ↑  Comyn, pg. 179
18. ↑  Milman, pg. 307
19. ↑  Milman, pg. 318
20. ↑  Bryce, pg. 164
21. ↑  Comyn, pg. 183
22. ↑  Comyn, pg. 184

| Попередник Генріх IV |  | Імператор Священної Римської імперії 1111—1125 |  | Наступник Лотар II |

| Попередник Генріх IV |  | Король Німеччини 1106—1125 |  | Наступник Лотар II |